# Gmina Rzeczyca
Die Gmina Rzeczyca ist eine Landgemeinde im Powiat Tomaszowski der Woiwodschaft Łódź in Polen. Ihr Sitz ist das gleichnamige Dorf.

## Gliederung
Zur Landgemeinde Rzeczyca gehören 19 Dörfer mit einem Schulzenamt:
Bartoszówka
Bobrowiec
Brzeg
Brzozów
Glina
Grotowice
Gustawów
Jeziorzec
Kanice
Kawęczyn
Lubocz
Łęg
Roszkowa Wola
Rzeczyca I
Rzeczyca Nowa
Sadykierz
Wiechnowice
Zawady
Weitere Ortschaften der Gemeinde sind Brzeziny, Poniatówka, Stanisławów und Tłumy.